# Tour de France 2011/9. Etappe
Die 9. Etappe der Tour de France 2011 am 10. Juli führte über 208 Kilometer von Issoire nach Saint-Flour. Auf der Etappe im Zentralmassiv gab es eine Sprintwertung und acht Bergwertungen: je drei der 2. und 3. Kategorie sowie zwei der 4. Kategorie. Es gingen noch 187 der 198 gemeldeten Fahrer an den Start.

## Rennverlauf
Lieuwe Westra und Pavel Brutt setzten den ersten Angriff, dem weitere folgten. Allerdings wurden sie wieder eingefangen. Erst einen Kilometer vor der ersten Bergwertung gelang ein erfolgreicher Ausreißversuch, der von Thomas Voeckler gestartet wurde. Voeckler erreichte den Gipfel auch als Erster, vor Johnny Hoogerland, während das Feld auseinandergerissen wurde. Juan Antonio Flecha und Laurens ten Dam versuchten zu Voeckler aufzuschließen, Letzterer fiel aber wieder zurück, während Hoogerland zur Spitze aufschließen konnte. Luis León Sánchez, Sandy Casar und Niki Terpstra schlossen später zu den drei Spitzenreitern auf, anschließend wuchs deren Vorsprung auf zeitweise über vier Minuten an.
Im Feld kam es derweil zu Stürzen, die zur Aufgabe von Amets Txurruka und Pawel Brutt führten, während Alberto Contador das Rennen fortsetzen konnte. Beim Anstieg zum zweiten Gipfel verlor Terpstra den Anschluss zur Spitze, während Voeckler vor Hoogerland erneut die Bergwertung gewann. In der Abfahrt kam es zu einem größeren Sturz, der zur Aufgabe von Alexander Winokurow, Jurgen Van Den Broeck, Frederik Willems und David Zabriskie führte, in deren Folge sich die Ausreißer weiter absetzen konnten und der Vorsprung auf über sieben Minuten stieg. Bei den nächsten vier Bergwertungen siegte jeweils Hoogerland vor Voeckler. Omega Pharma-Lotto und Leopard Trek führten das Feld dann wieder etwas näher heran.
Nach der sechsten Bergwertung wurden Flecha und Hoogerland von einem Begleitfahrzeug erfasst, wobei Hoogerland von der Straße gefegt wurde, auf einem Stacheldrahtzaun landete und sich dabei tiefe Schnittwunden zuzug. Beide konnten aber das Rennen fortsetzen und wurden später zu den kämpferischsten Fahrern gewählt. Die so auf drei Fahrer verkleinerte Spitze machte den Zwischensprint unter sich aus, wobei Casar als Erster über den Strich fuhr. Hinter Flecha holte sich Philippe Gilbert die nächsten Punkte. Voeckler gewann dann die siebente Bergwertung, während Sánchez den Tagessieg und die achte Bergwertung für sich entscheiden konnte.
Voeckler, der von der Spitzengruppe in der Gesamtwertung am besten platziert wer, sicherte sich durch den herausgefahrenen Vorsprung das Gelbe Trikot vor Sánchez und Cadel Evans, der mit der nächsten Gruppe ins Ziel kam, zu der auch Andy Schleck und Contador gehörten. Gilbert führte diese Gruppe mit knapp vier Minuten Rückstand ins Ziel und wurde so Vierter.

## Bergwertungen
| Côte de Massiac Kategorie 3 nach 43,5 km auf 753 m 3,4 km bei 6,2 % |             |                         |        |
| 1.                                                                  | Frankreich  | Thomas Voeckler (EUC)   | 2 Pkt. |
| 2.                                                                  | Niederlande | Johnny Hoogerland (VCD) | 1 Pkt. |

| Col du Pas de Peyrol Kategorie 2 nach 99,5 km auf 1589 m 7,7 km bei 6,2 % |             |                           |        |
| 1.                                                                        | Frankreich  | Thomas Voeckler (EUC)     | 5 Pkt. |
| 2.                                                                        | Niederlande | Johnny Hoogerland (VCD)   | 3 Pkt. |
| 3.                                                                        | Frankreich  | Sandy Casar (FDJ)         | 2 Pkt. |
| 4.                                                                        | Spanien     | Juan Antonio Flecha (SKY) | 1 Pkt. |

| Col du Perthus Kategorie 2 nach 116 km auf 1309 m 4,4 km bei 7,9 % |             |                           |        |
| 1.                                                                 | Niederlande | Johnny Hoogerland (VCD)   | 5 Pkt. |
| 2.                                                                 | Frankreich  | Thomas Voeckler (EUC)     | 3 Pkt. |
| 3.                                                                 | Spanien     | Juan Antonio Flecha (SKY) | 2 Pkt. |
| 4.                                                                 | Frankreich  | Sandy Casar (FDJ)         | 1 Pkt. |

| Col de Cère Kategorie 3 nach 127,5 km auf 1294 m 2,9 km bei 6,3 % |             |                         |        |
| 1.                                                                | Niederlande | Johnny Hoogerland (VCD) | 2 Pkt. |
| 2.                                                                | Frankreich  | Thomas Voeckler (EUC)   | 1 Pkt. |

| Côte de la Chevade Kategorie 3 nach 139,5 km auf 1162 m 3,0 km bei 7,9 % |             |                         |        |
| 1.                                                                       | Niederlande | Johnny Hoogerland (VCD) | 2 Pkt. |
| 2.                                                                       | Frankreich  | Thomas Voeckler (EUC)   | 1 Pkt. |

| Col de Prat de Bouc Kategorie 2 nach 154 km auf 1309 m 8,0 km bei 6,1 % |             |                           |        |
| 1.                                                                      | Niederlande | Johnny Hoogerland (VCD)   | 5 Pkt. |
| 2.                                                                      | Frankreich  | Thomas Voeckler (EUC)     | 3 Pkt. |
| 3.                                                                      | Frankreich  | Sandy Casar (FDJ)         | 2 Pkt. |
| 4.                                                                      | Spanien     | Juan Antonio Flecha (SKY) | 1 Pkt. |

| Côte du Château d’Alleuze Kategorie 4 nach 193 km auf 872 m 2,0 km bei 4,9 % |            |                       |        |
| 1.                                                                           | Frankreich | Thomas Voeckler (EUC) | 1 Pkt. |

| Saint-Flour Montée des Orgues Kategorie 4 nach 208 km auf 882 m 1,6 km bei 6,1 % |         |                         |        |
| 1.                                                                               | Spanien | Luis León Sánchez (RAB) | 1 Pkt. |

## Punktewertung
| Zwischensprint in Neuvéglise nach 178 km auf 938 m |                    |                             |         |
| 1.                                                 | Frankreich         | Sandy Casar (FDJ)           | 20 Pkt. |
| 2.                                                 | Frankreich         | Thomas Voeckler (EUC)       | 17 Pkt. |
| 3.                                                 | Spanien            | Luis León Sánchez (RAB)     | 15 Pkt. |
| 4.                                                 | Spanien            | Juan Antonio Flecha (SKY)   | 13 Pkt. |
| 5.                                                 | Belgien            | Philippe Gilbert (OLO)      | 11 Pkt. |
| 6.                                                 | Belgien            | Jelle Vanendert (OLO)       | 10 Pkt. |
| 7.                                                 | Vereinigte Staaten | Christian Vande Velde (GRM) | 9 Pkt.  |
| 8.                                                 | Kanada             | Ryder Hesjedal (GRM)        | 8 Pkt.  |
| 9.                                                 | Norwegen           | Thor Hushovd (GRM)          | 7 Pkt.  |
| 10.                                                | Vereinigte Staaten | Tom Danielson (GRM)         | 6 Pkt.  |
| 11.                                                | Italien            | Daniel Oss (LIQ)            | 5 Pkt.  |
| 12.                                                | Italien            | Ivan Basso (LIQ)            | 4 Pkt.  |
| 13.                                                | Polen              | Maciej Bodnar (LIQ)         | 3 Pkt.  |
| 14.                                                | Italien            | Paolo Longo Borghini (LIQ)  | 2 Pkt.  |
| 15.                                                | Italien            | Alessandro Vanotti (LIQ)    | 1 Pkt.  |

| Etappenziel in Saint-Flour nach 208 km auf 882 m |                    |                              |         |
| 1.                                               | Spanien            | Luis León Sánchez (RAB)      | 30 Pkt. |
| 2.                                               | Frankreich         | Thomas Voeckler (EUC)        | 25 Pkt. |
| 3.                                               | Frankreich         | Sandy Casar (FDJ)            | 22 Pkt. |
| 4.                                               | Belgien            | Philippe Gilbert (OLO)       | 19 Pkt. |
| 5.                                               | Slowakei           | Peter Velits (THR)           | 17 Pkt. |
| 6.                                               | Australien         | Cadel Evans (BMC)            | 15 Pkt. |
| 7.                                               | Luxemburg          | Andy Schleck (LEO)           | 13 Pkt. |
| 8.                                               | Deutschland        | Tony Martin (THR)            | 11 Pkt. |
| 9.                                               | Luxemburg          | Fränk Schleck (LEO)          | 9 Pkt.  |
| 10.                                              | Italien            | Damiano Cunego (LAM)         | 7 Pkt.  |
| 11.                                              | Estland            | Rein Taaramäe (COF)          | 6 Pkt.  |
| 12.                                              | Spanien            | Alberto Contador (SBS)       | 5 Pkt.  |
| 13.                                              | Vereinigte Staaten | Tom Danielson (GRM)          | 4 Pkt.  |
| 14.                                              | Frankreich         | Samuel Sánchez (EUS)         | 3 Pkt.  |
| 15.                                              | Frankreich         | Jean-Christophe Péraud (ALM) | 2 Pkt.  |

## Kampfgeist
Nach der 9. Etappe wurde der Preis für den kämpferischsten Fahrer an zwei Fahrer – Juan Antonio Flecha (SKY) und Johnny Hoogerland (VCD) – vergeben. Sie waren in der Spitzengruppe von einem Begleitfahrzeug zu Fall gebracht worden und erreichten das Etappenziel verletzt und mit großem Rückstand auf den späteren Tagessieger Sánchez.

## Aufgaben
- Amets Txurruka (EUS): Aufgabe während der Etappe
- Jurgen Van Den Broeck (OLO): Aufgabe während der Etappe
- Frederik Willems (OLO): Aufgabe während der Etappe
- Juan Manuel Gárate (RAB): Nicht zur Etappe angetreten
- David Zabriskie (GRM): Aufgabe während der Etappe
- Alexander Winokurow (ATS): Aufgabe während der Etappe
- Pawel Brutt (KAT): Aufgabe während der Etappe
- Wout Poels (VCD): Aufgabe während der Etappe